# David Peck Todd
David Peck Todd (Lake Ridge, New York, 19. ožujka 1855. – 1. lipnja 1939.), poznati američki astronom. Snimio je potpuni skup fotografija Venerina prijelaza 1882. godine.

## Djela
- Astronomy: The Science of the Heavenly Bodies. New York: Harper, 1922.

Todd je napisao također i djela New Astronomy; Stars and Telescopes te brojne kraće članke. Uredio je Columbian Knowledge Series.

## Počasti
Bio je član Američkog astronomskog društva, Filozofskog društvo Washingtona te Japanskog društva. Nosio je naslov "fellowa" Američkog udruženja za napredak znanosti, Društva prirodnih i fizičkih znanosti, Cherbourg, Francuska; Zemljopisnog društva iz Lime, Peru. 
Krater na Marsovom mjesecu Fobosu Todd nosi ime po Davidu Pecku Toddu, a pored toga asteroidi 511 Davida i 510 Mabella nazvani su prema njemu i njegovoj supruzi.

## Vanjske poveznice
- Djela Davida Pecka Todda na Projektu Gutenberg
- Radovi Davida Pecka Todda na Internet Arhivu